# Pontemaglio
Pontemaglio (conosciuta come zu Schtéini Schtägu in walser formazzino) è una frazione di Crevoladossola, comune della Provincia del Verbano-Cusio-Ossola.
Questa frazione è la più a nord del comune di Crevoladossola. 
Da Pontemaglio si apre la Valle Antigorio: infatti in corrispondenza del paese la Val d'Ossola si restringe e le pareti scendono ripidamente fino al letto del fiume Toce.
L'abitato è raggiunto dalla Strada statale 659 di Valle Antigorio e Val Formazza.

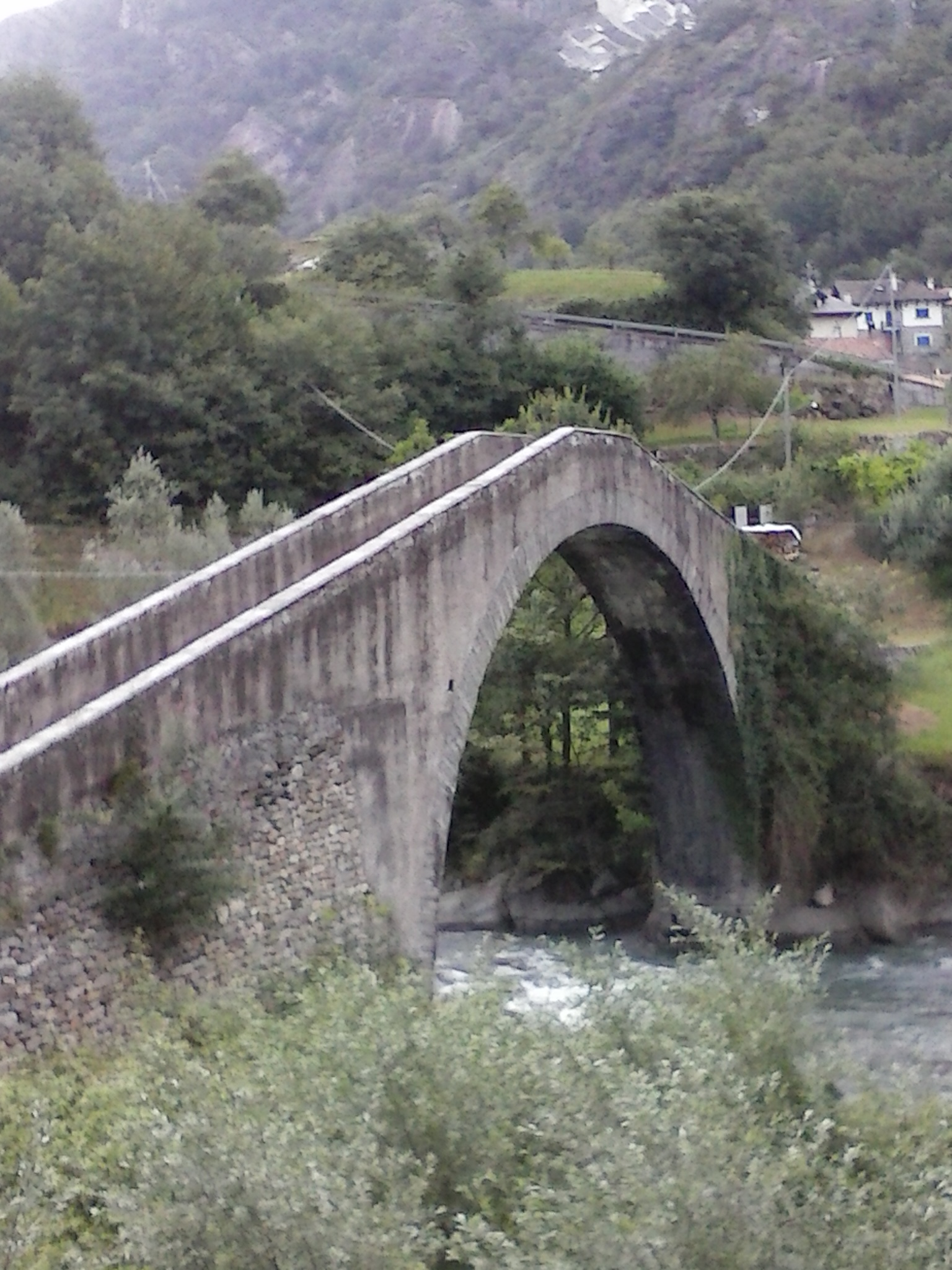
Ponte a schiena d'asino sulla Toce presso Pontemaglio

## Storia
Il nome Pontemaglio deriva dalla trasformazione in volgare del latino pons maius (letteralmente "il ponte più grande").
L'etimologia contiene un chiaro riferimento al ponte a "schiena d'asino" di costruzione romana che serviva a superare il fiume Toce lungo il tracciato della via Settimia, ultimata alla fine del secondo secolo d.C.
Non vi è riscontro di un toponimo riconducibile alla presenza di un maglio per la lavorazione dei metalli.
Amoretti identifica il toponimo come Pons Manlii derivante dal console romano Manlio, che insieme al console Servilio Cepione combatté contro i Cimbri.
Per la sua posizione strategica Pontemaglio ha sempre rappresentato un punto di presidio e di controllo per l'accesso alla Valle Antigorio.
Nel medioevo i feudatari De Rodis 
che dominavano la Valle Antigorio fecero erigere una casa fortificata, nell'attuale Comune di Montecrestese, la cui struttura originaria ancora oggi sovrasta il paese.
Durante la seconda guerra mondiale Pontemaglio è stata teatro di un particolare episodio della Resistenza. 
Tra l'8 e l'11 novembre 1943 Mario Muneghina ed altri due partigiani attaccarono una camionetta all'imbocco della galleria, uccidendo un milite tedesco e ferendone altri due. 
In seguito a tale attacco il paese venne occupato dai nazifascisti e fu prelevato Giuseppe Ambrosini, accusato di aver ospitato a casa propria i tre partigiani, che fu poi ucciso. 
Il corpo di Ambrosini venne rinvenuto quaranta giorni dopo a Crevoladossola, sul greto del torrente Diveria.

Nell'ottobre 1944, l'antico ponte a schiena d'asino e il ponte più recente, adatto al passaggio di automezzi, vennero minati e fatti saltare dai partigiani, per coprirsi la ritirata verso la Svizzera, a seguito della caduta della Repubblica partigiana dell'Ossola.